# 中国驻登巴萨总领事馆
中华人民共和国驻登巴萨总领事馆，简称中国驻登巴萨总领事馆，是中华人民共和国派驻印度尼西亚登巴萨的最高级别外交机构。领区包括巴厘省、西努沙登加拉省和东努沙登加拉省。